# Корниловская (станция метро)
«Корни́ловская» — станция Московского метрополитена на Троицкой линии. Располагается в районе Коммунарка (НАО), южнее пересечения Калужского шоссе и улицы Адмирала Корнилова, по которой получила своё название. Станция открылась 28 декабря 2024 года в составе участка «Тютчевская» — «Новомосковская». Колонная трёхпролётная станция мелкого заложения с одной островной платформой.

## Название
10 февраля 2023 года мэр Москвы Сергей Собянин утвердил название станции «Корниловская» по названию улицы Адмирала Корнилова, располагающейся неподалёку.

Название на путевой стене

## История

### Проектирование
Колонная трёхпролётная станция мелкого заложения с одной островной платформой. Согласно Адресной инвестиционной программе города Москвы станция проектируется в составе 17,5-километрового участка от станции «Новаторская» до станции «Новомосковская» с пятью промежуточными станциями.

## Строительство

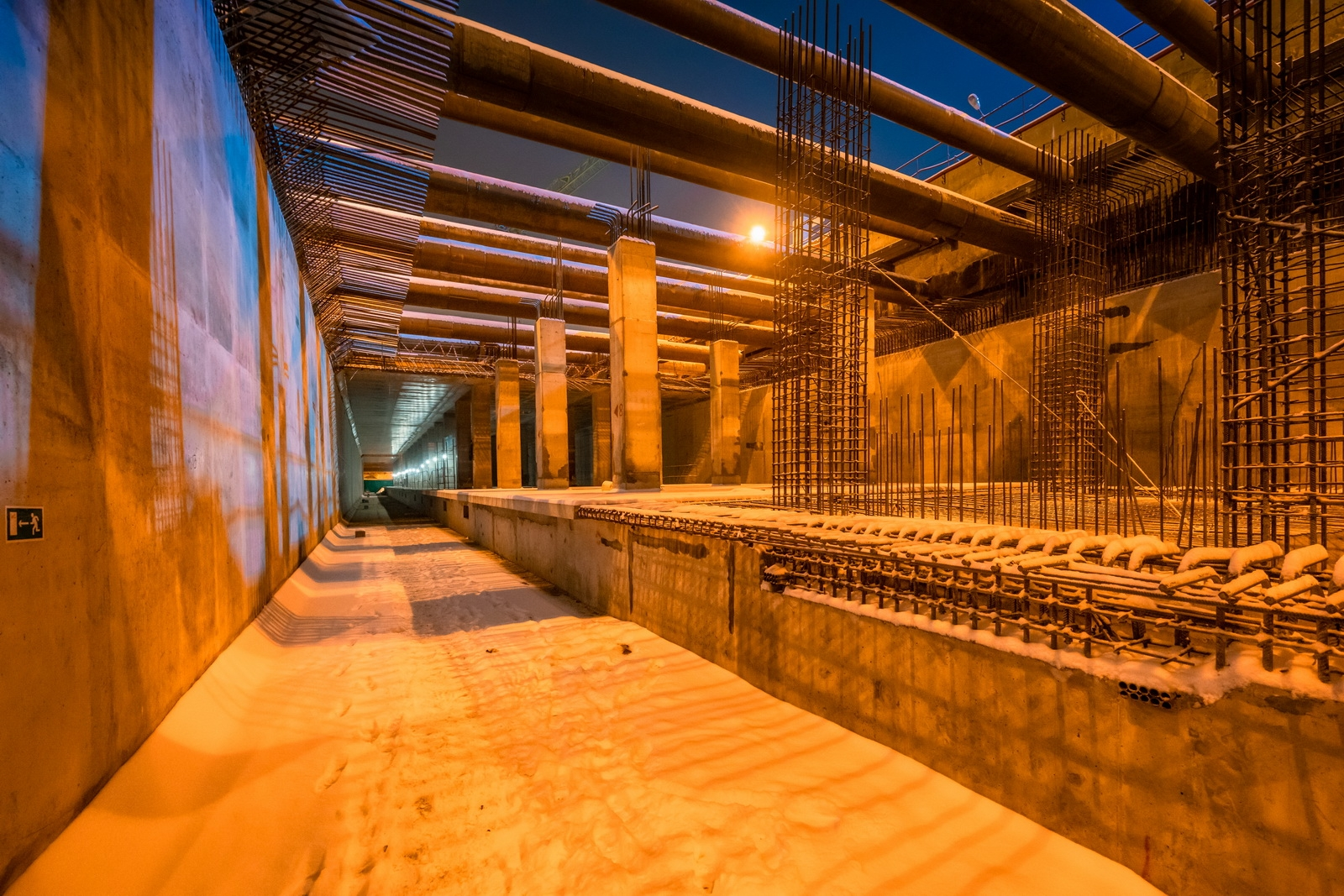
«Корниловская» в стадии строительства

- 17 апреля 2018 года АО «Мосинжпроект», победившее в закупке, заключило договор на выполнение комплекса строительно-монтажных работ по сооружению участка Коммунарской (ныне — Троицкой) линии «Улица Новаторов» — «Коммунарка» («Бачуринская»)[7].
- Строительство станции началось во втором квартале 2019 года[8].
- 17 марта 2020 года стартовала проходка тоннеля между станциями «Мамыри» и «Славянский мир» при помощи шестиметрового тоннелепроходческого комплекса «Мария»[9].
- 21 мая 2020 года началось возведение колонн на платформенной части станции[10].
- 25 февраля 2021 года начались подготовительные работы для строительства вестибюля-«лепестка»[11].
- 4 декабря 2024 года выполнена обкатка эскалаторов[12].
- 28 декабря 2024 года станция открыта для пассажиров[3].

## Окрестности
Рядом со станцией находится агрокластер Фуд Сити  и СНТ Коммунарка-1. В 2024 году Москомархитектура решила начать подготовку проекта планировки территории для пешеходной дорожки от станции Корниловской до Барселонской улицы  (микрорайон Испанские кварталы).

## Наземный общественный транспорт
На этой станции можно пересесть на следующие маршруты городского пассажирского транспорта:
- Автобусы: е131, е132, е141, е142, е143, е144, е148, е151, е152, 101, 159, 446, 504, 577, 600, 600к, 804, 878, 882, 895, 895к, 982